# SYMPHONIA (アルバム)
『SYMPHONIA』（シンフォニア）は、デーモン閣下（当時はデーモン小暮閣下）の4枚目のオリジナル・アルバム。

## 概要
自身初の全作詞・作曲をデーモン小暮閣下が手掛けている。
また、元SOFT BALLETの森岡賢、元THE MAD CAPSULE MARKETSの石垣愛、高野健一（pal@pop）など5人のアレンジャー（5レンジャー）を起用し、2曲ずつ編曲を担当している。

## 収録曲
- 括弧内は担当アレンジャー

1. Viva America（森岡賢）
2. Burning Beauty（石垣愛）
3. Polaris（pal@pop）
4. 太陽がいっぱい（石垣愛）
5. ノスタルジア（タテ・ミツヲ）
6. The Voice Of The Footmark（石黒彰）
7. Historia（pal@pop）
8. In Bondage（森岡賢）
9. Healing Song（タテ・ミツヲ）
10. A View From The Other Side Of The Celestial City（石黒彰）